# Lisabon
Lisabon (portugalsky  Lisboa /ližboa/) je hlavní a největší město Portugalska. Žije zde přibližně 546 tisíc obyvatel, aglomerace čítá více než 3 000 000 obyvatel.
Jde o nejzápadnější hlavní město na evropské pevnině a rozkládá se na relativně malé ploše 84,92 km². Vzhledem k tomu, že současné hranice města jsou definovány v úzké návaznosti na jeho původní historické jádro, jsou všechna jeho předměstí jako Loures, Odivelas, Amadora a Oeiras formálně považována za samostatné obce v rámci jeho metropolitní oblasti.

## Historie
Podle archeologických nálezů lze usuzovat, že na území pozdějšího Lisabonu existovalo již od 12. století př. n. l. fénické obchodní středisko. Fénický termín Allis Ubbo (čili „bezpečný přístav“) je ostatně jedním z možných výkladů původu názvu Lisabon. Řekům bylo osídlení známo pod jménem Olissipo, které bylo převzato lidovou latinou ve formě Olissipona.
Za punských válek stálo Olissipo na straně Římanů a stalo se za odměnu součástí Římské říše s rozsáhlými privilegii (pod názvem Felicitas Julia). Lisabon pod římskou vládou prosperoval a patřil k ohniskům křesťanství na Pyrenejském poloostrově.

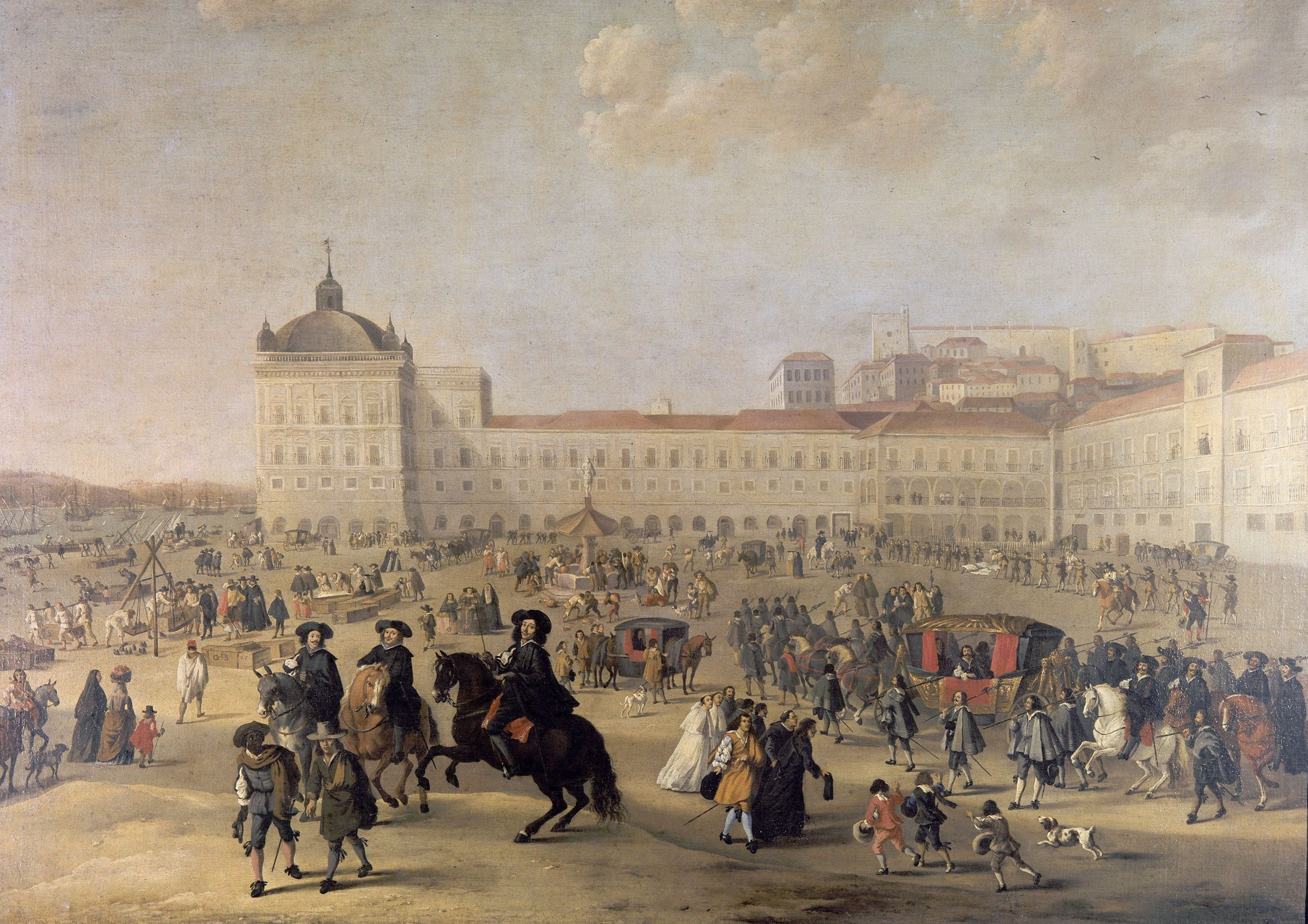
Praça do Comércio v Lisabonu roku 1662

Ve 4. a 5. století n. l. trpělo vpády Alanů a Vandalů a následně bylo začleněno do vizigótské říše.
Někdy kolem roku 711 bylo město dobyto Maury (za nich se nazývalo al-ʾIšbūnah, arabsky الأشبونة), kteří je ovládali až do roku 1147, kdy je v rámci reconquisty dobyl s pomocí anglických, francouzských a německých rytířů první portugalský král Afonso. Hlavním městem Portugalského království se Lisabon stal až o více než sto let později – v roce 1255.
Na přelomu 15. a 16. st., za vlády krále Manuela I., vzrostla důležitost města. V té době se Portugalsko stalo koloniální říší. Každý den připlouvalo do města několik lodí naplněných zbožím a Lisabon se brzy stal jedním z nejbohatších měst v Evropě. 
Dne 1. listopadu 1755 zasáhlo město jedno z nejničivějších zemětřesení v historii Evropy , které spolu s následnými požáry a vlnou tsunami zničilo velkou část města. Zahynulo tehdy asi 60 000 až 100 000 obyvatel. Velké škody způsobila městu také napoleonská vojska na počátku 19. století a následně modernizační zákony, které způsobily vyloupení řady klášterů a církevních budov.
Lépe se začalo dařit městu v polovině 19. století, kdy byla zahájena moderní výstavba, město bylo rozšířeno a bylo založeno několik parků a významné kulturní instituce.

## Pamětihodnosti

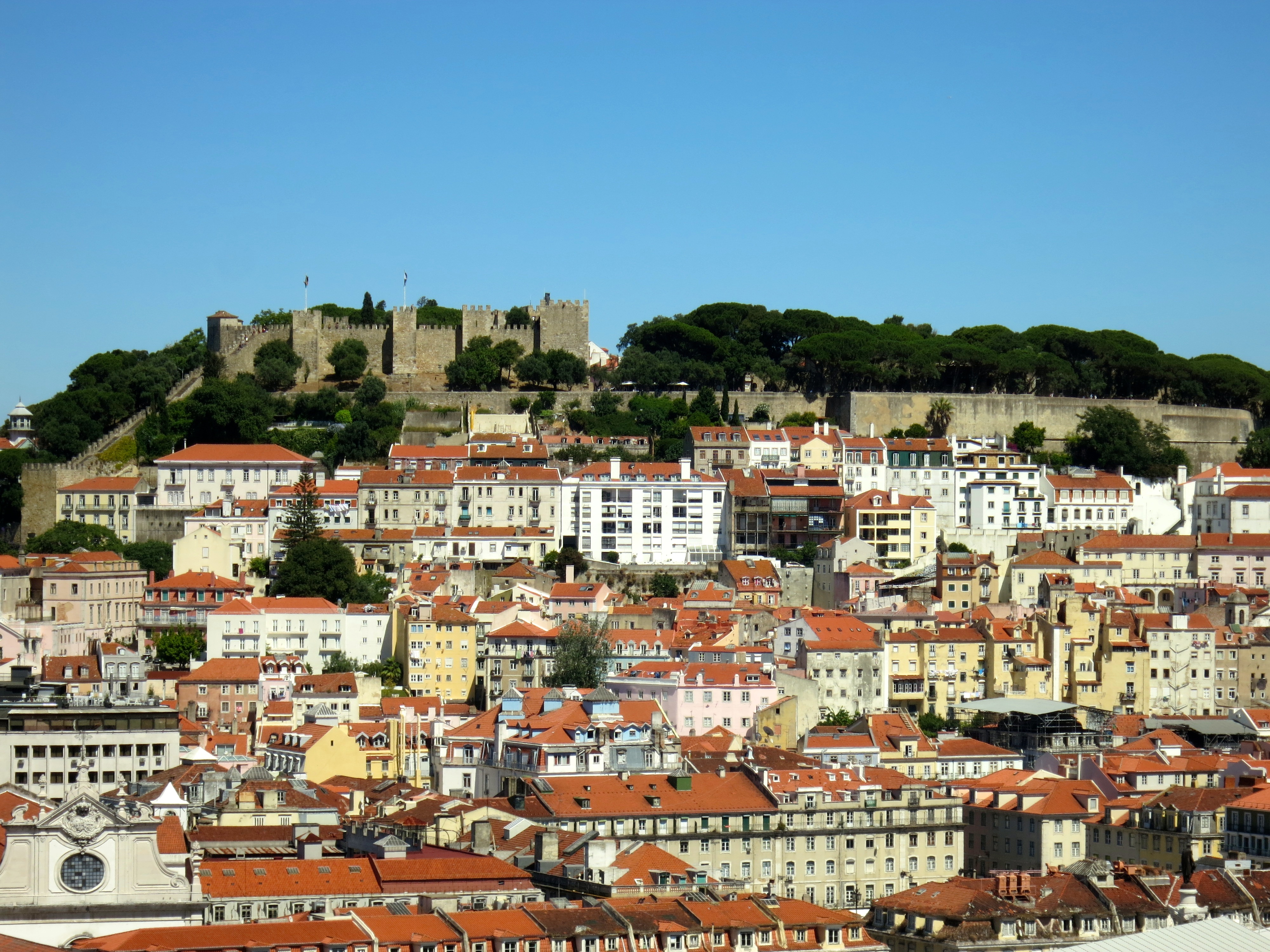
hrad sv. Jiří, Castelo de Sao Jorge

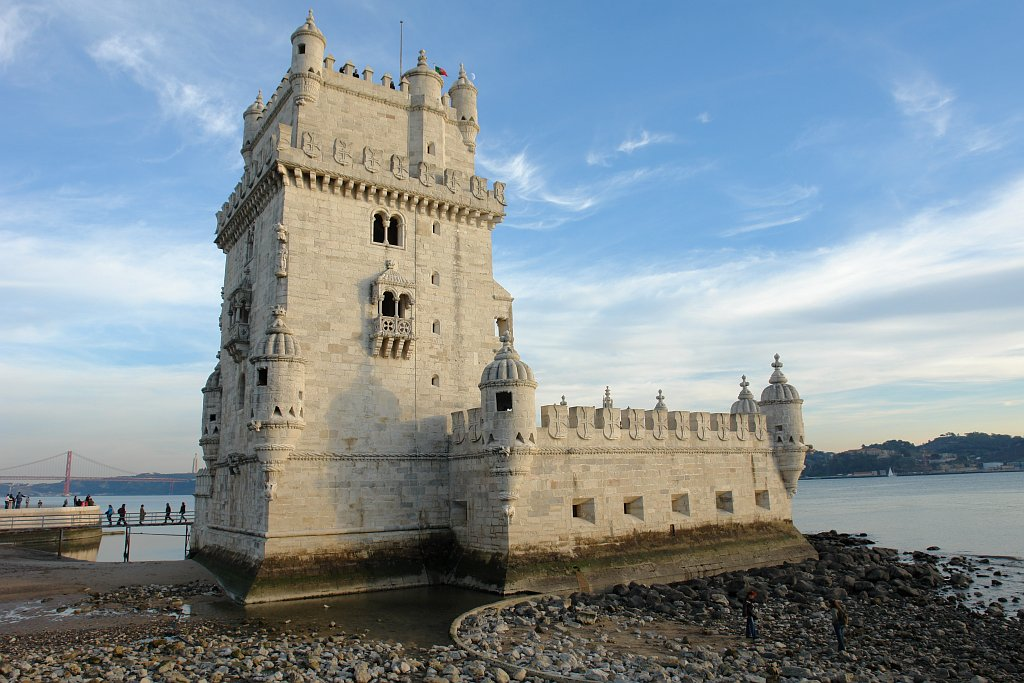
Belémská věž

- Hrad svatého Jiří (Castelo de São Jorge), stojí v nejvyšším bodě městského vrchu, v nejstarší lisabonské čtvrti Alfama. Původně zde stávalo hradiště, později maurská královská rezidence. Pevnost v roce 1755 poškodilo zemětřesení, v letech 1938–1940 byla zrekonstruována do současné romantické podoby. Nejstarší částí pevnosti je palác Paco de Alcácova z doby okolo roku 1300.
- Katedrála Sé, založena roku 1147, vystavěna ve 12. až 14. století, s prvky románskými, gotickými a barokními; v křížové chodbě jsou odkryty základy maurských a římských hradeb
- Národní muzeum starého umění
- Muzeum Calousta Gulbenkiana
- Klášter São Vicente de Fora, pozdně renesanční z let 1582 až 1627
- Diamantový dům (Casa dos Bicos), sídlo šlechtického rodu Albuquerqueů z poloviny 16. století, palác byl dostavěn v roce 1983
- Kostel svatého Rocha (Igreja de São Roque), renesanční kostel z 16. století, který nezasáhlo zemětřesení; výjimečná je kaple Sao Joao s drahými kameny, zlatem a vzácnými dřevinami
- Convento do Carmo, s troskami kostela Igreja do Carmo
- Kostel a klášter Matky boží (Madre de Deus), kostel byl zrestaurovaný po roce 1755, významný je klášterní kapitulní sál a reprezentační sál, Muzeum azulejos
- Basílica da Estrela, barokně-novoklasicistní chrám vystavěný v letech 1779–1790
- Synagoga v Lisabonu, stavba z roku 1902–1904
- Aqueduto das Águas Livres, lisabonský akvadukt z 18. století; stavba začala v roce 1731 pod vedením italského architekta A. Canevariho
- Náměstí Praça do Comércio, s Vítězným obloukem (Arco da Rua Augusta)
- Náměstí Praça Dom Pedro IV. s budovou Národního divadla D. Maria II. z let 1842–1846
- Pěší zóna Rua Augusta s řadou domů s cennými fasádami, s obchody a kavárnami
- Elevador da Santa Justa historický výtah z roku 1902 od architekta R. Mesniera di Ponard, Eiffelova žáka
- Lanová dráha Bica z roku 1890
- Avenida da Liberdade, 1,5 km dlouhá hlavní třída
- Palác svatého Benedikta, sídlo parlamentu
- Palác Fronteira, renesanční palác s historickou zahradou

### Belém
- Klášter řádu sv. Jeronýma ve čtvrti Belém (Mosteiro dos Jerónimos) – zapsán v seznamu světového dědictví UNESCO
- Belémská věž (Torre de Belém) – zapsána v seznamu světového dědictví UNESCO
- Památník objevitelů (Padrão dos Descobrimentos) z roku 1960

## Městské části

Rozdělení Lisabonu na městské části (freguesias) od roku 2012.

Město Lisabon je rozděleno na 24 městských částí (freguesia, civilní farnost). Každá městská část má svoji samosprávu volenou místními občany. Až do listopadu 2012 byl počet městských částí 53, poté byl zákonem "Lei n.º 56/2012" snížen.
Za významnější lze považovat původní historické názvy čtvrtí, jako je Alfama (nejstarší lisabonská čtvrť, název pochází z arabského slova Al-hamma), Baixa (centrum města, čtvrť vznikla po zemětřesení v roce 1755), Bairro Alto (horní čtvrť, centrum kaváren, barů, knihkupectví, leží severně od náměstí Praça de Camões), Belém (čtvrť na západě města, předměstí Lisabonu se dvěma památkami zapsanými v seznamu UNESCO), Estrela, Alcântara, Graça, Anjos, Xabregas a další.
Seznam lisabonských městských částí
- Ajuda
- Alcântara
- Alvalade
- Areeiro
- Arroios
- Avenidas Novas
- Beato
- Belém
- Benfica
- Campo de Ourique
- Campolide
- Carnide
- Estrela
- Lumiar
- Marvila
- Misericórdia
- Olivais
- Parque das Nações
- Penha de França
- Santa Clara
- Santa Maria Maior
- Santo António
- São Domingos de Benfica
- São Vicente

## Doprava

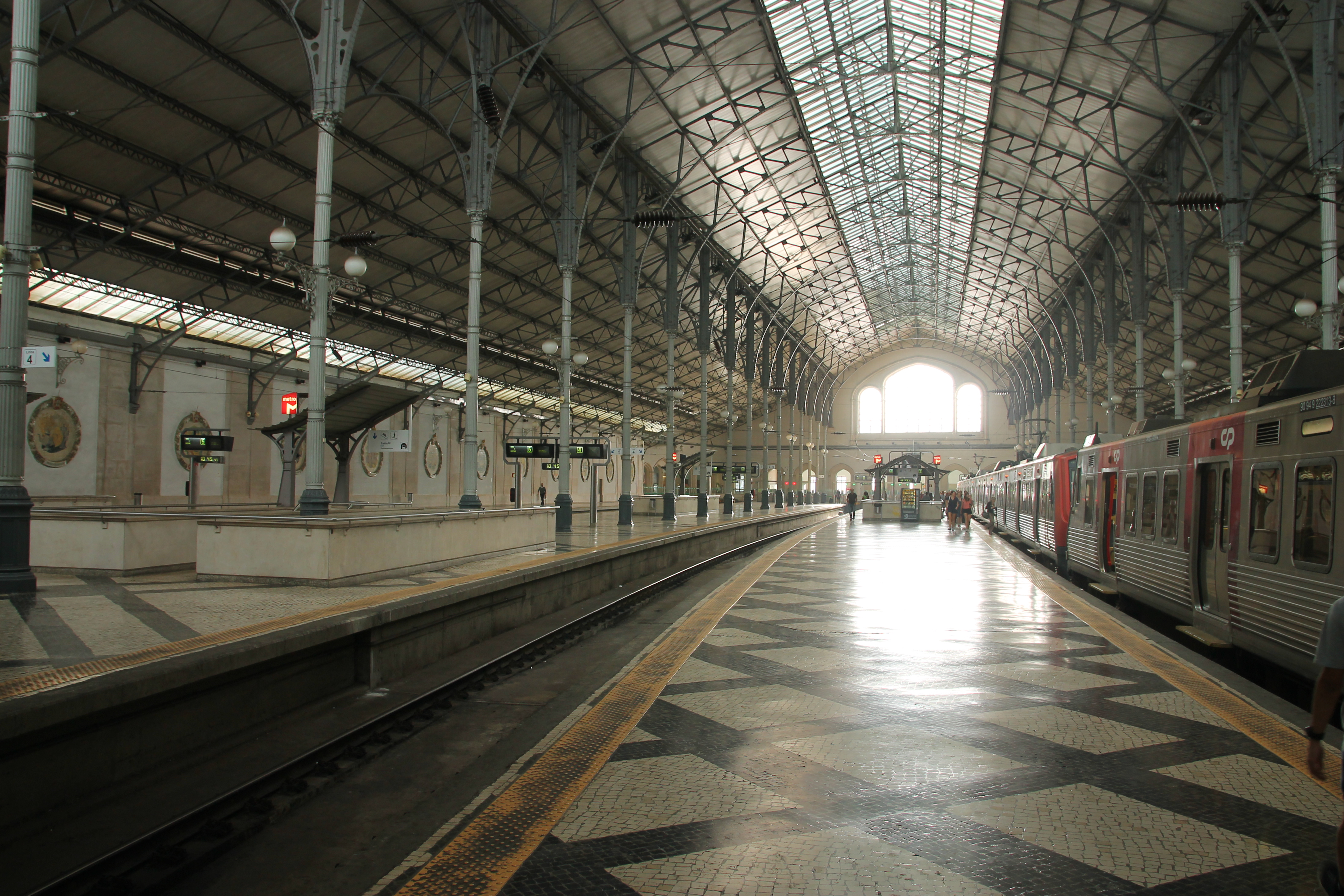
Nádraží Rossio

Veřejnou dopravu ve městě zajišťuje síť metra, která má čtyři linky, dále příměstská železnice, tramvaje (včetně proslulých historických linek), množství lanovek či výtahů a samozřejmě autobusy.
Město má několik silničních okruhů, na západ Lisabonu směřuje dálnice A5, na jih dálnice A2, na východ dálnice A12 a na sever dálnice A1 a dálnice A8.

### Mosty

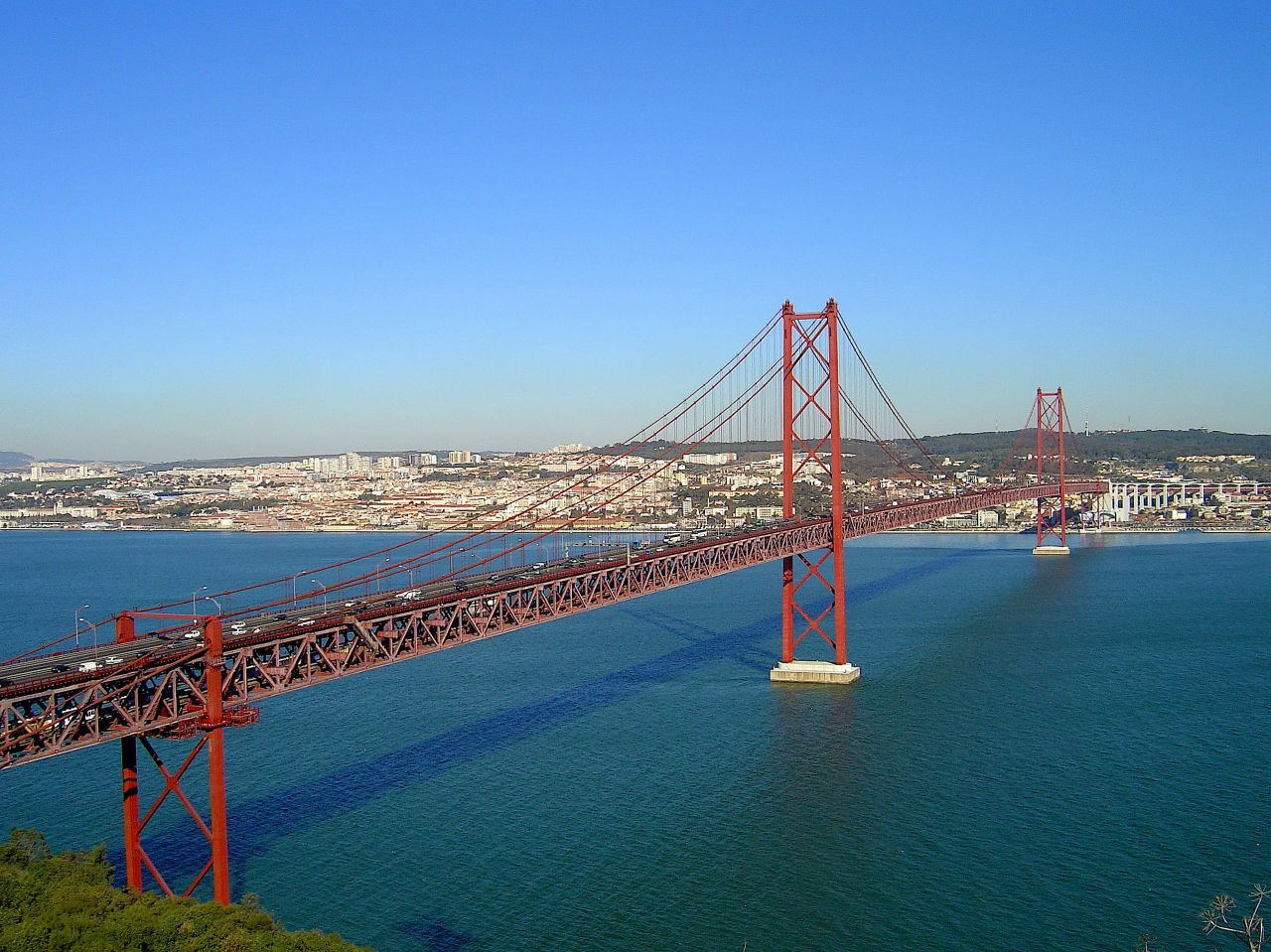
Most 25. dubna

Lisabon se rozkládá především na pravém břehu řeky Tejo v jejím estuárovitém ústí do Atlantského oceánu. Proto byl první lisabonský most 25. dubna (Ponte 25 de Abril, na paměť Karafiátové revoluce) vybudován až v 60. letech 20. století. Slavnostně otevřen byl 6. srpna 1966 a nejprve pojmenován Ponte Salazar. Je dlouhý 2277,64 m a v maximálním bodě vysoký 70 m, vede po něm dálnice A2 a železniční trať.
V roce 1998 Portugalci slavili 500. výročí přelomové plavby Vasca da Gamy do Indie. Kromě velkolepého Expa 98 proběhlo i slavnostní otevření mostu Vasca da Gamy (Ponte Vasco da Gama) na dálnici A12. Ten je s délkou 17,2 km nejdelší most v EU a druhý nejdelší most v Evropě (po Krymském mostě). Výškou 148 m patří k nejvyšším stavbám v Portugalsku. Je zhotoven tak, aby jeho konstrukce vydržela silné seismické otřesy.

## Sport
Nejpopulárnějším sportem ve městě je fotbal. V Lisabonu sídlí tři přední portugalské kluby: Benfica, Sporting a Os Belenenses. Benfica hraje své domácí zápasy na stadionu Estádio da Luz, který je oceněn pěti hvězdičkami UEFA, stejně jako stadion Sportingu Estádio José Alvalade. V roce 2004 bylo v Lisabonu sehráno několik zápasů Eura 2004.
Jiné populární sporty ve městě jsou golf, futsal, hokejbal, vodní sporty a další.

## Fotogalerie

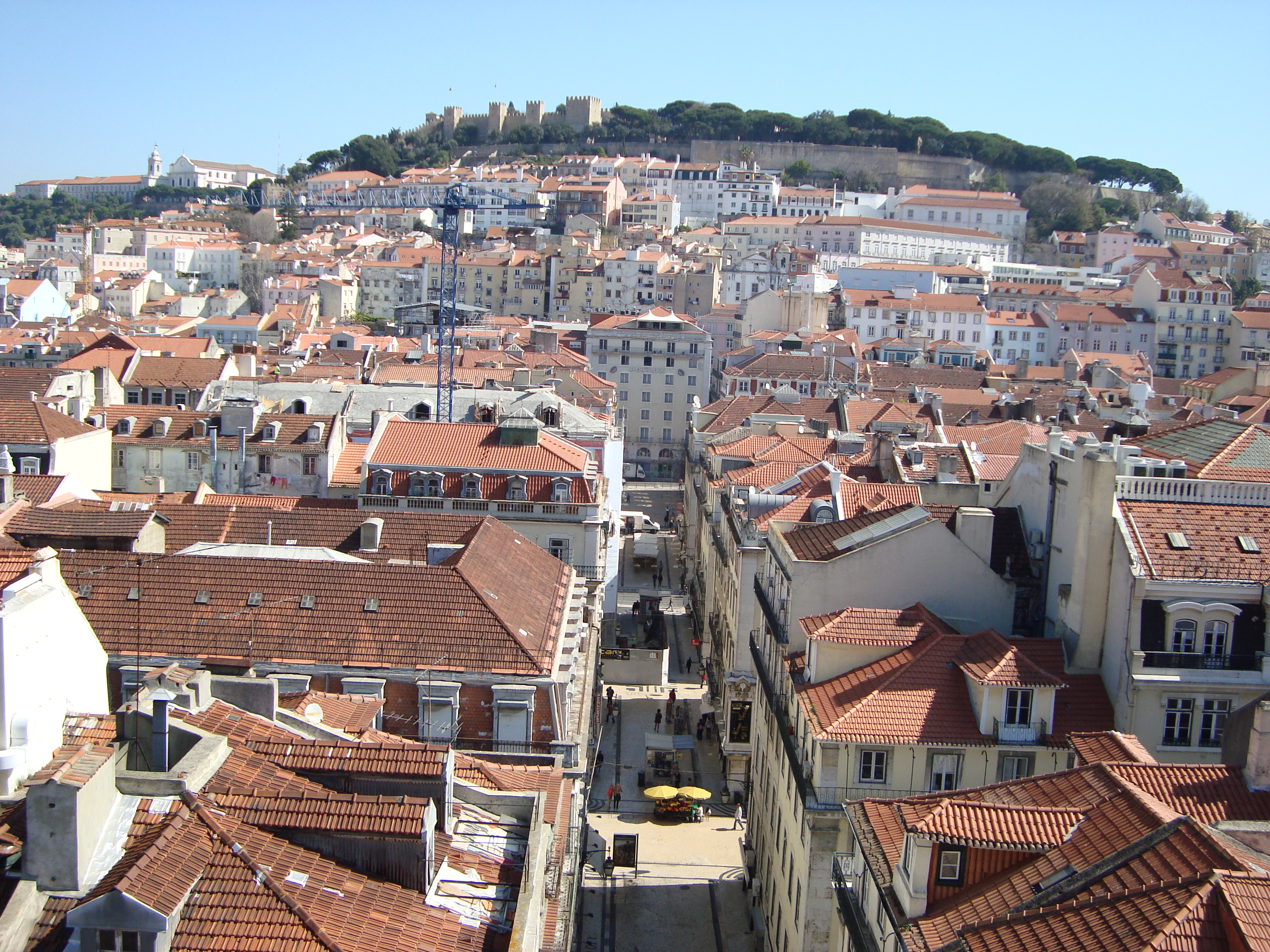
čtvrť Baixa a hrad sv. Jiří
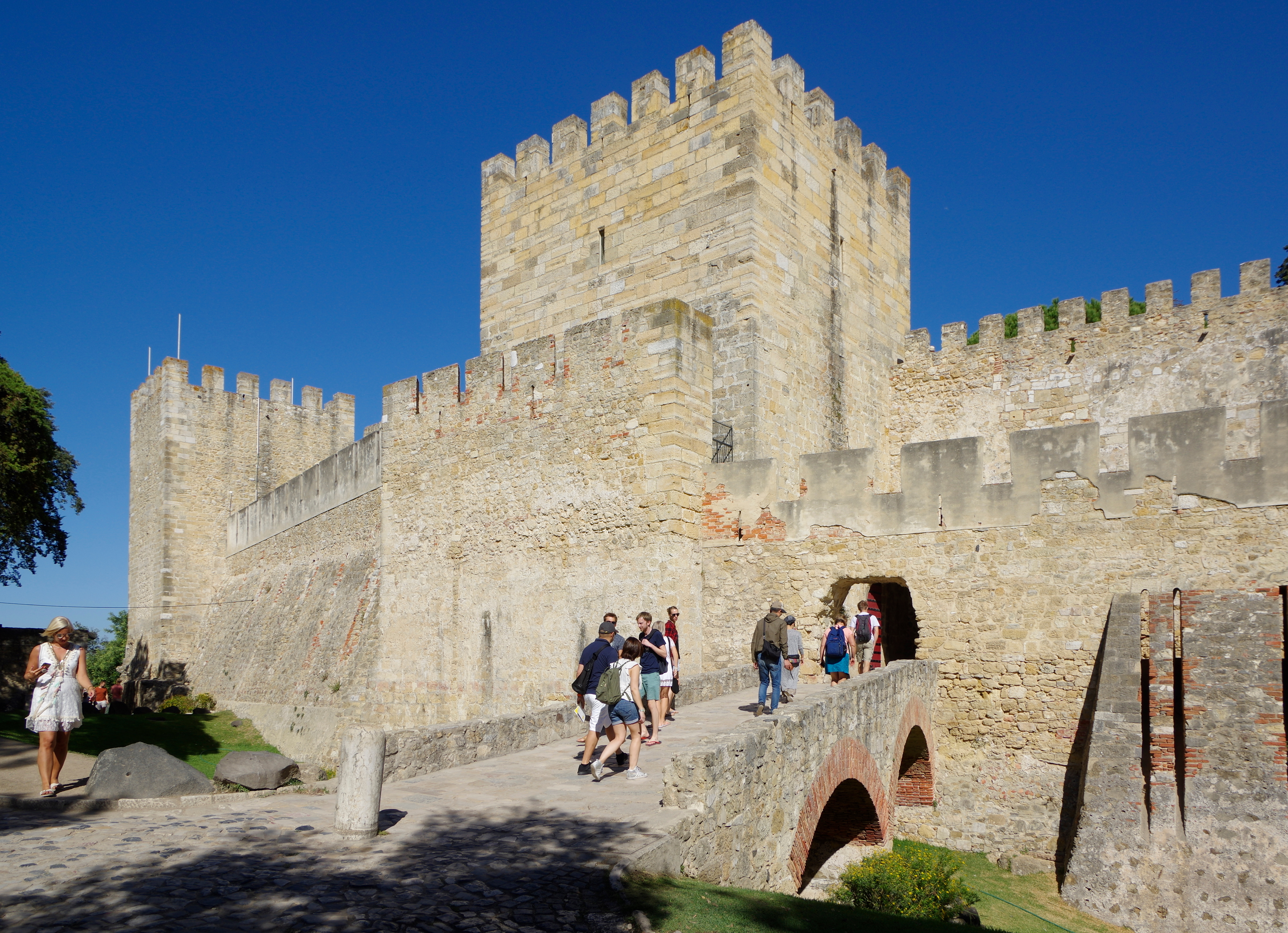
hrad sv. Jiří, Castelo de São Jorge
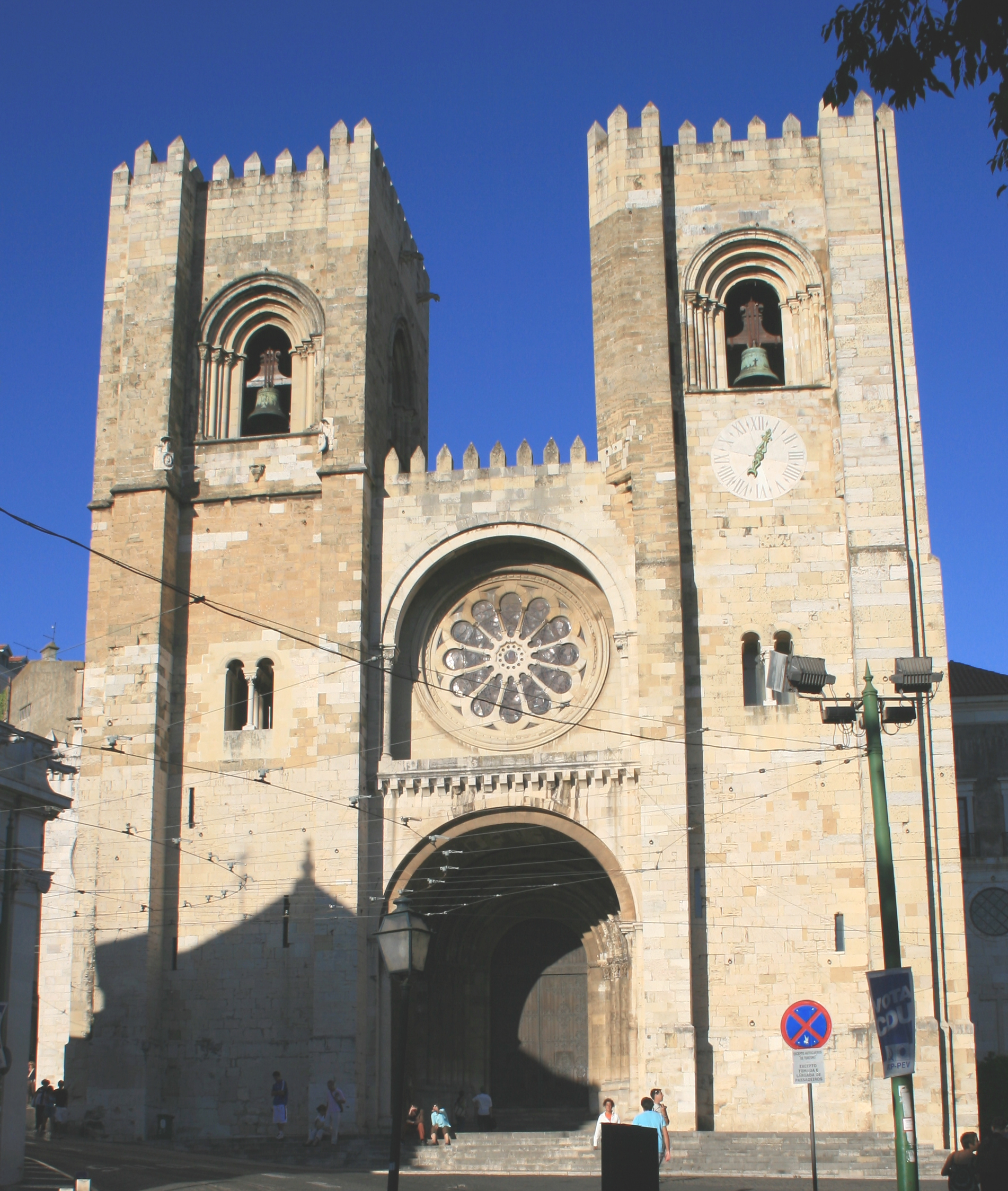
katedrála Sé de Lisboa
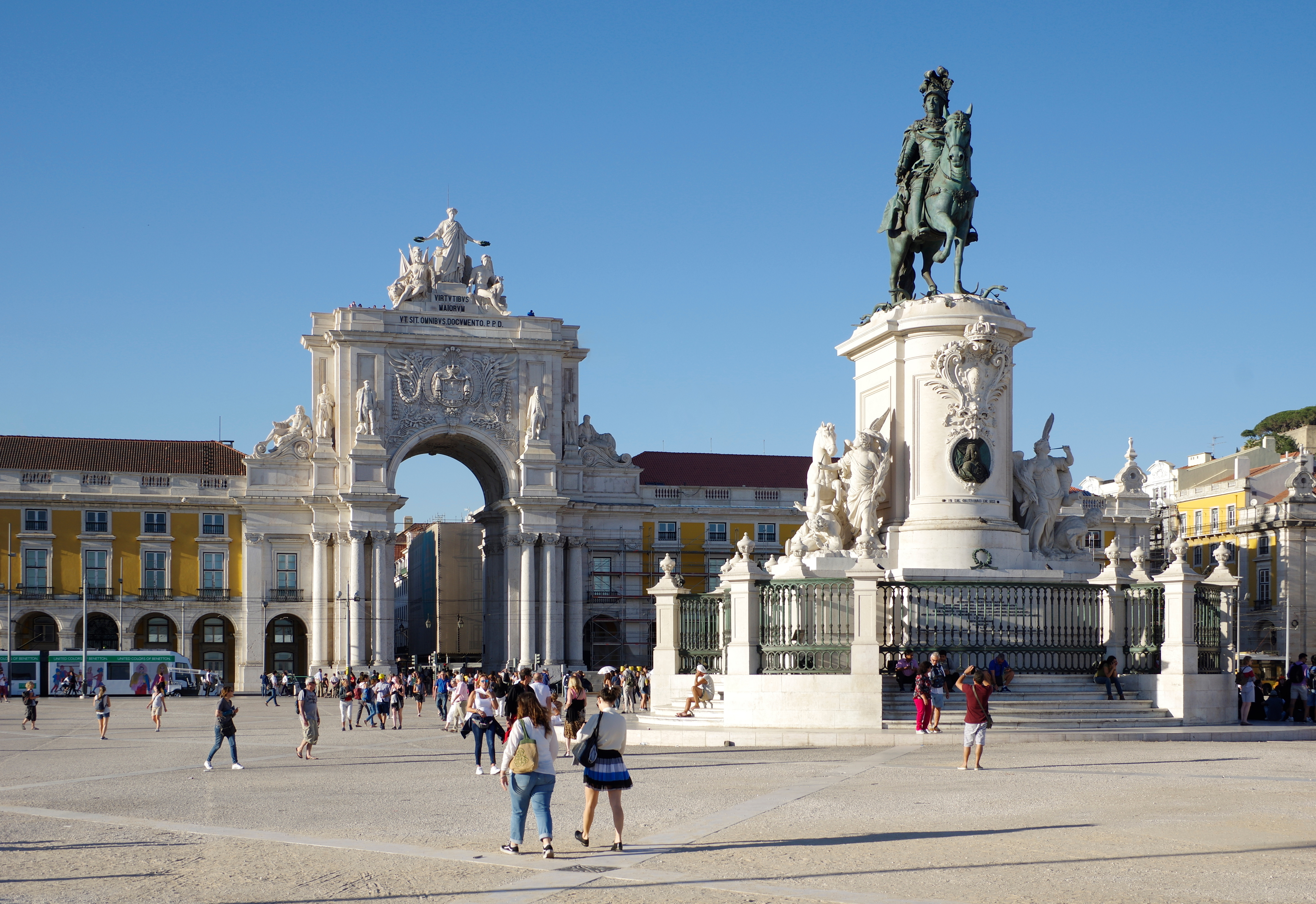
náměstí Praça do Comércio
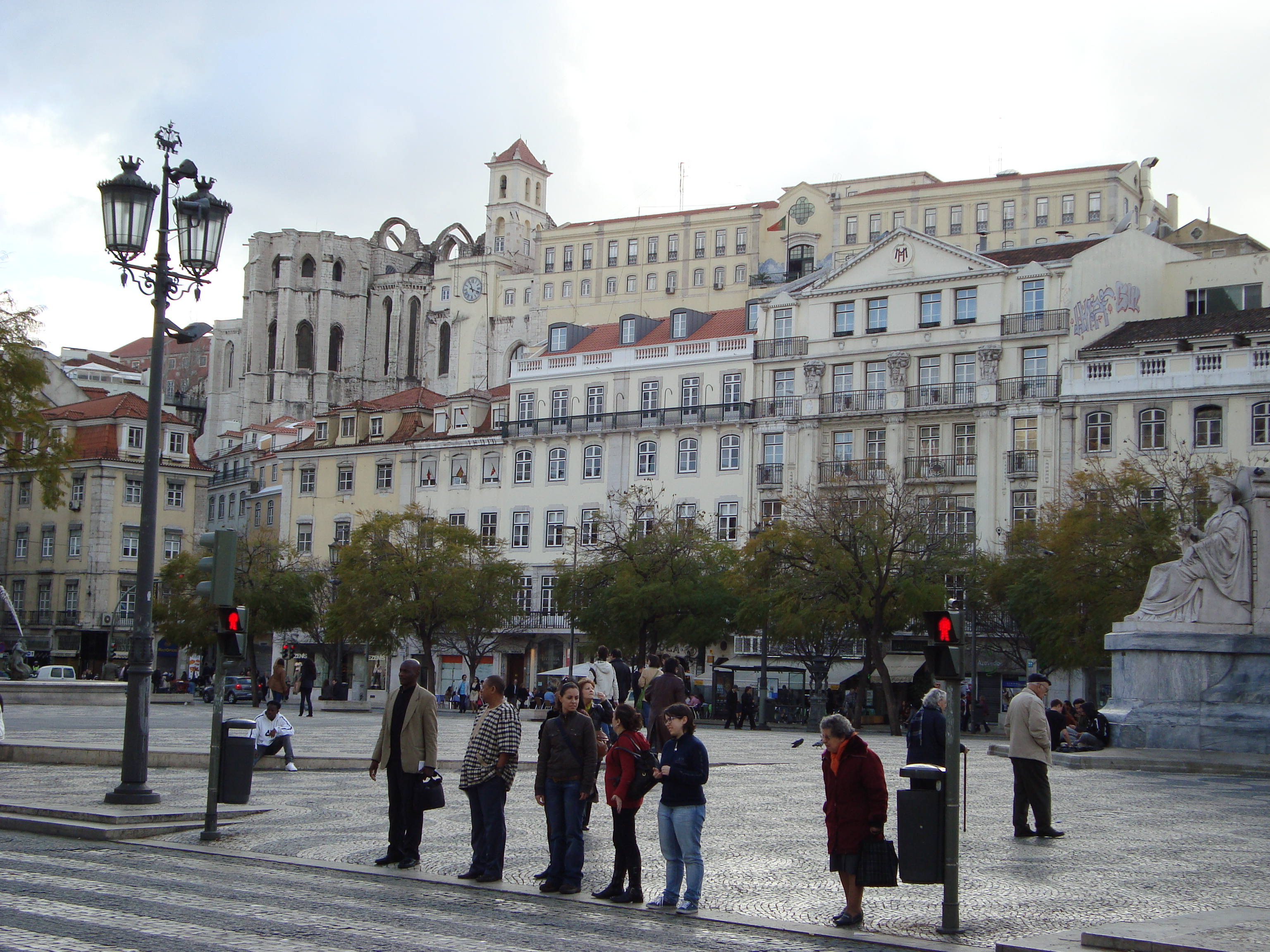
nám. Dom Pedro IV, Rossio
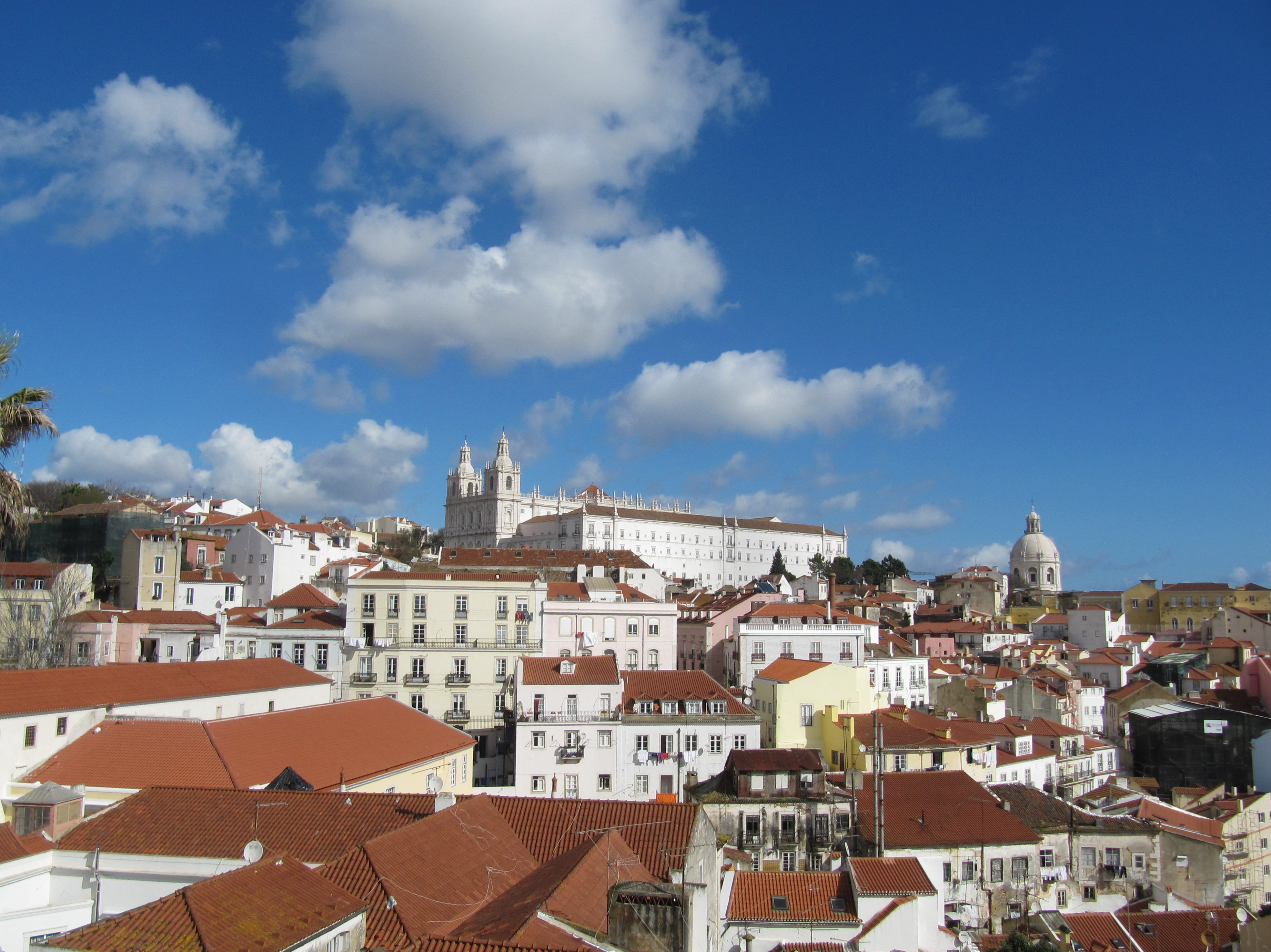
São Vincente de Fora, ve středu
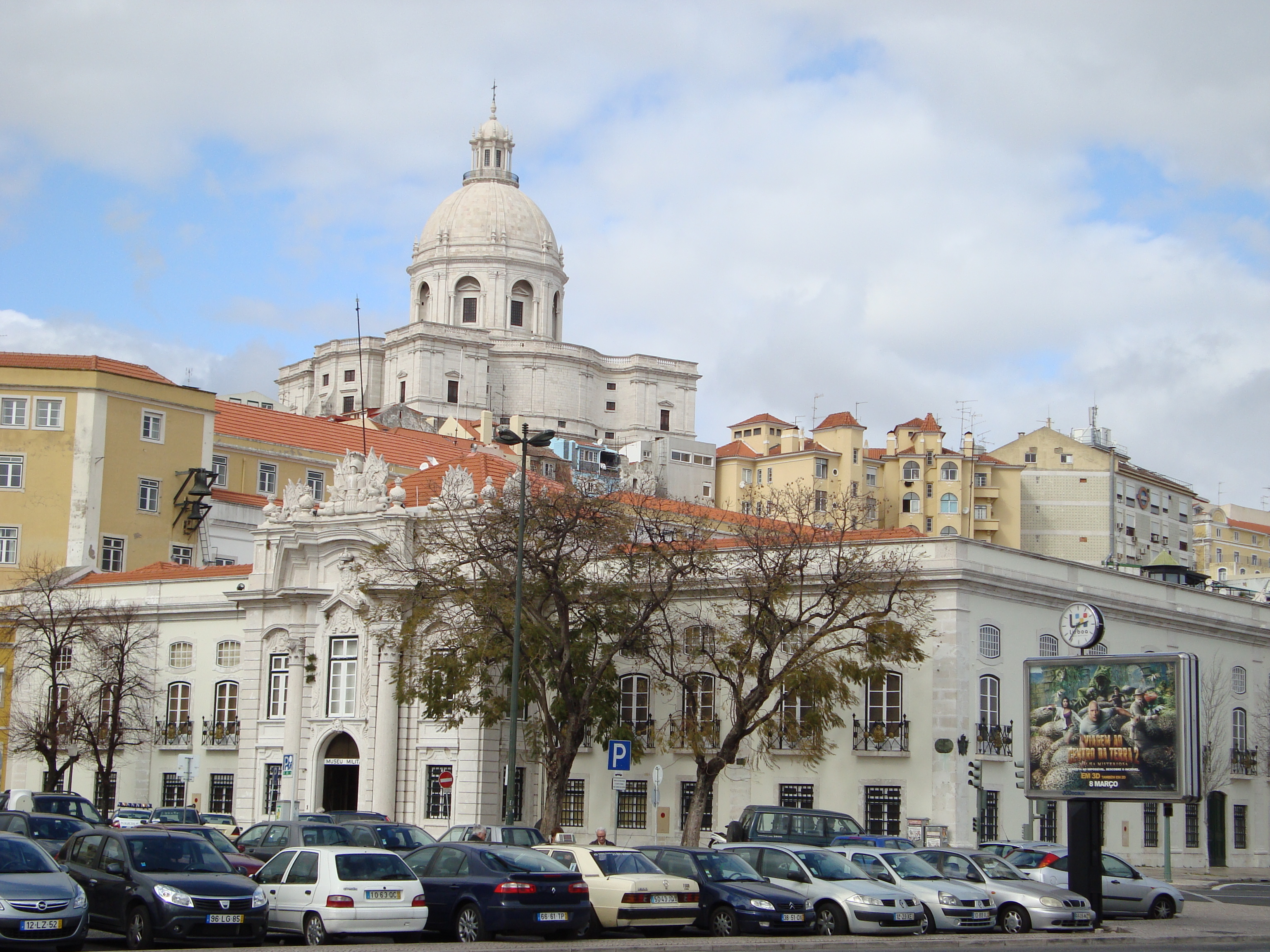
kostel S. Engrácia, Panteao Nacional
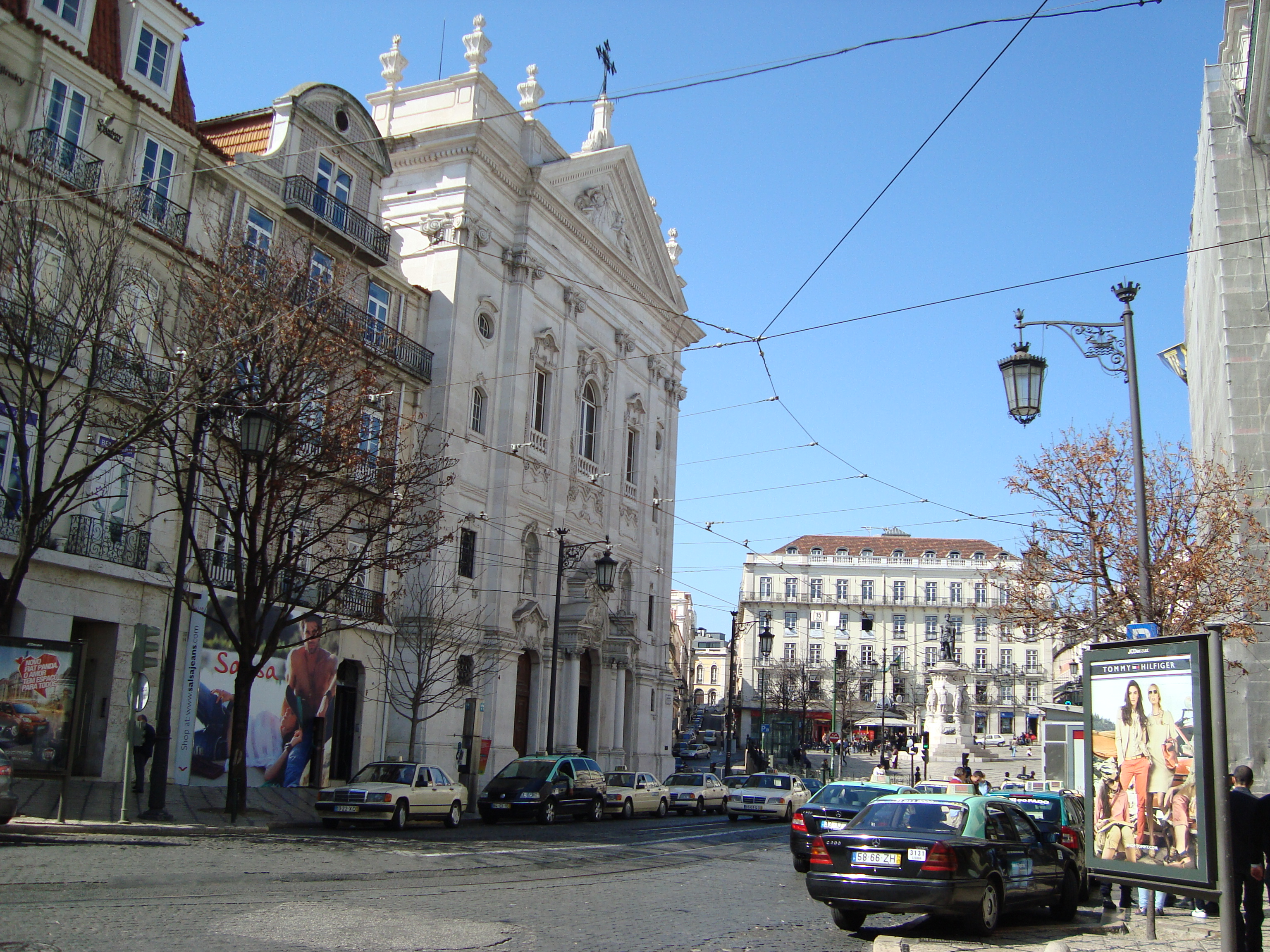
Camõesovo náměstí, Chiado
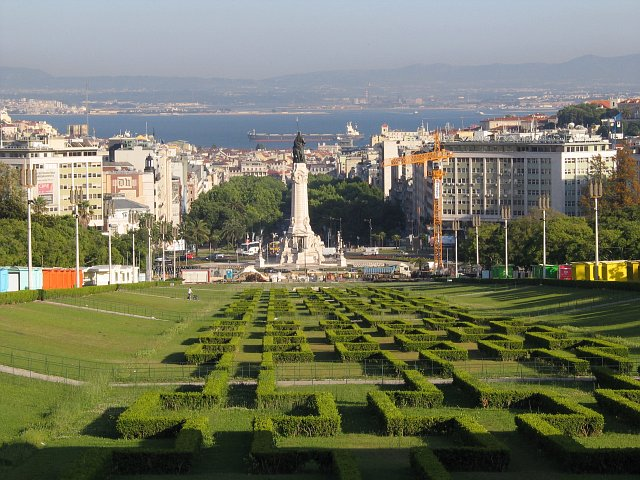
Park Eduarda VII
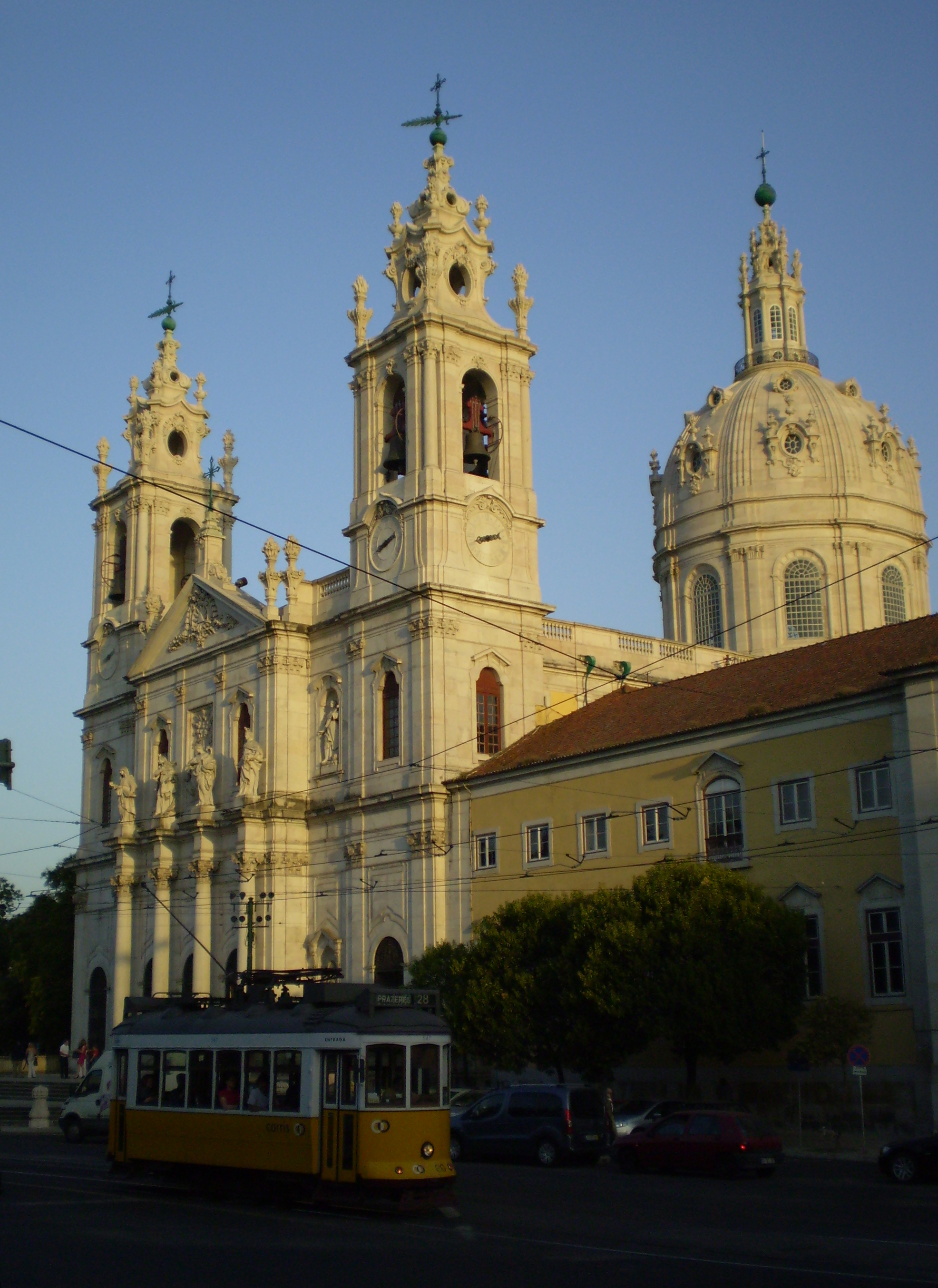
Basílica da Estrela
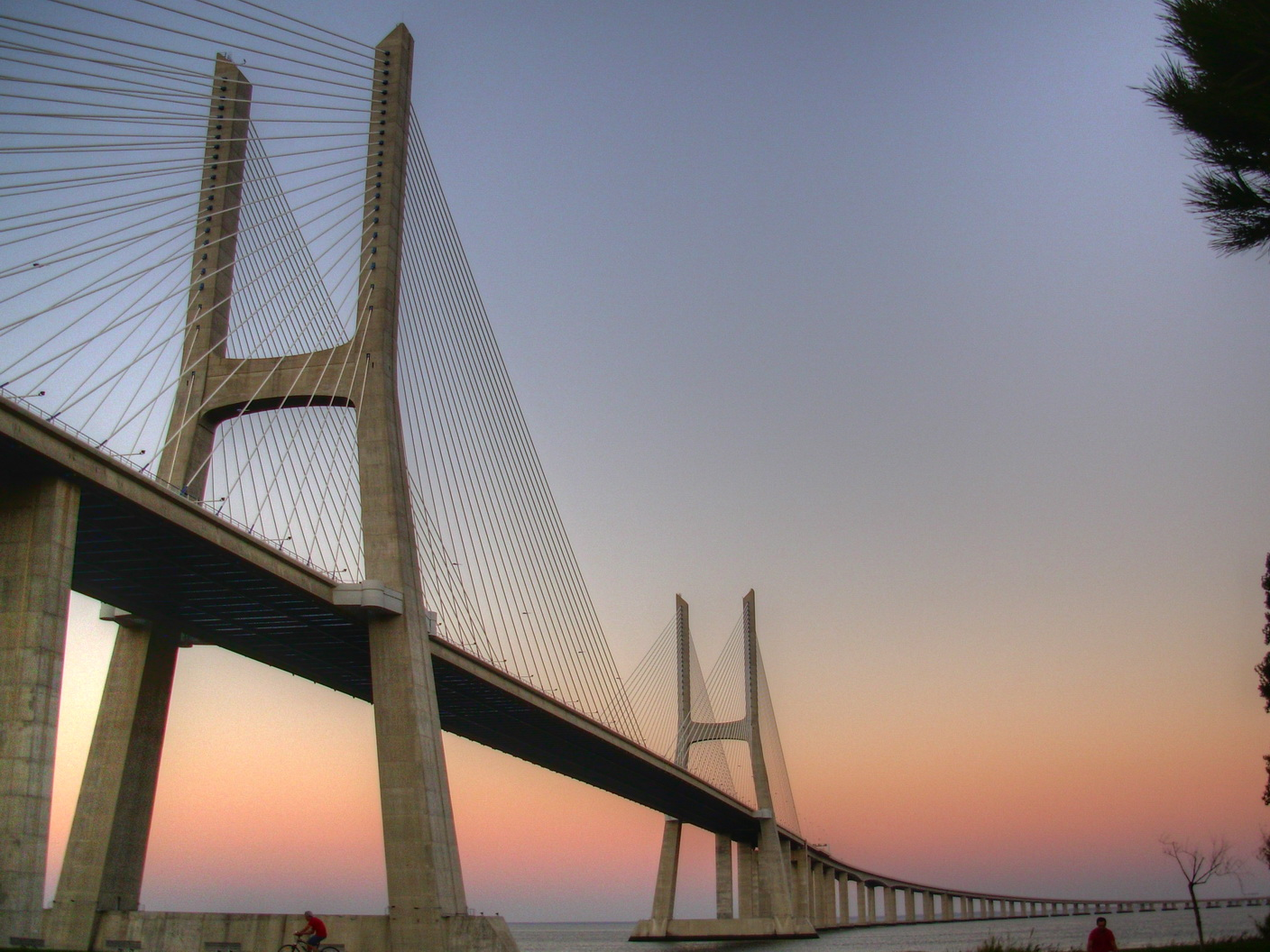
Most Vasca da Gamy
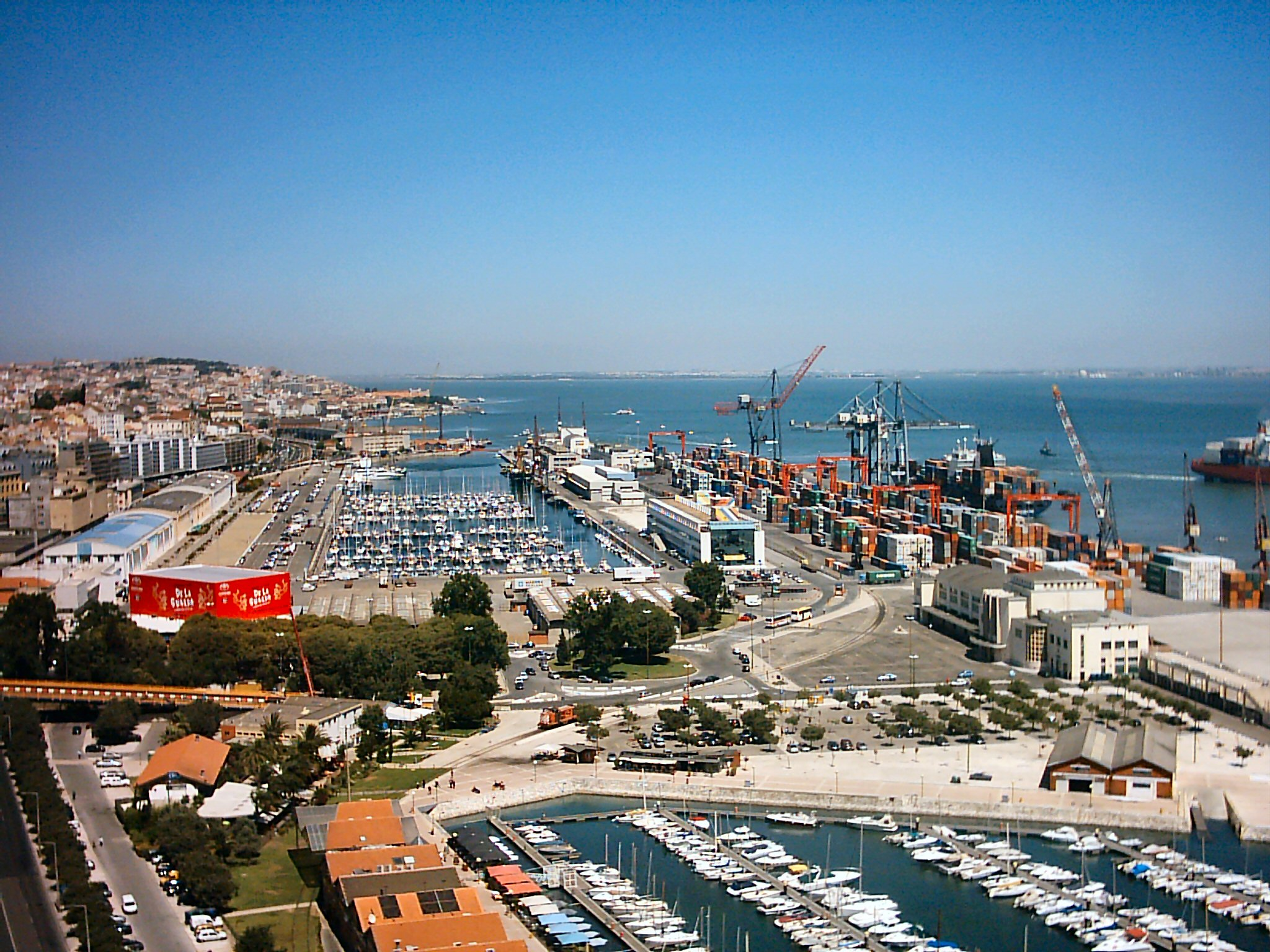
lisabonský přístav
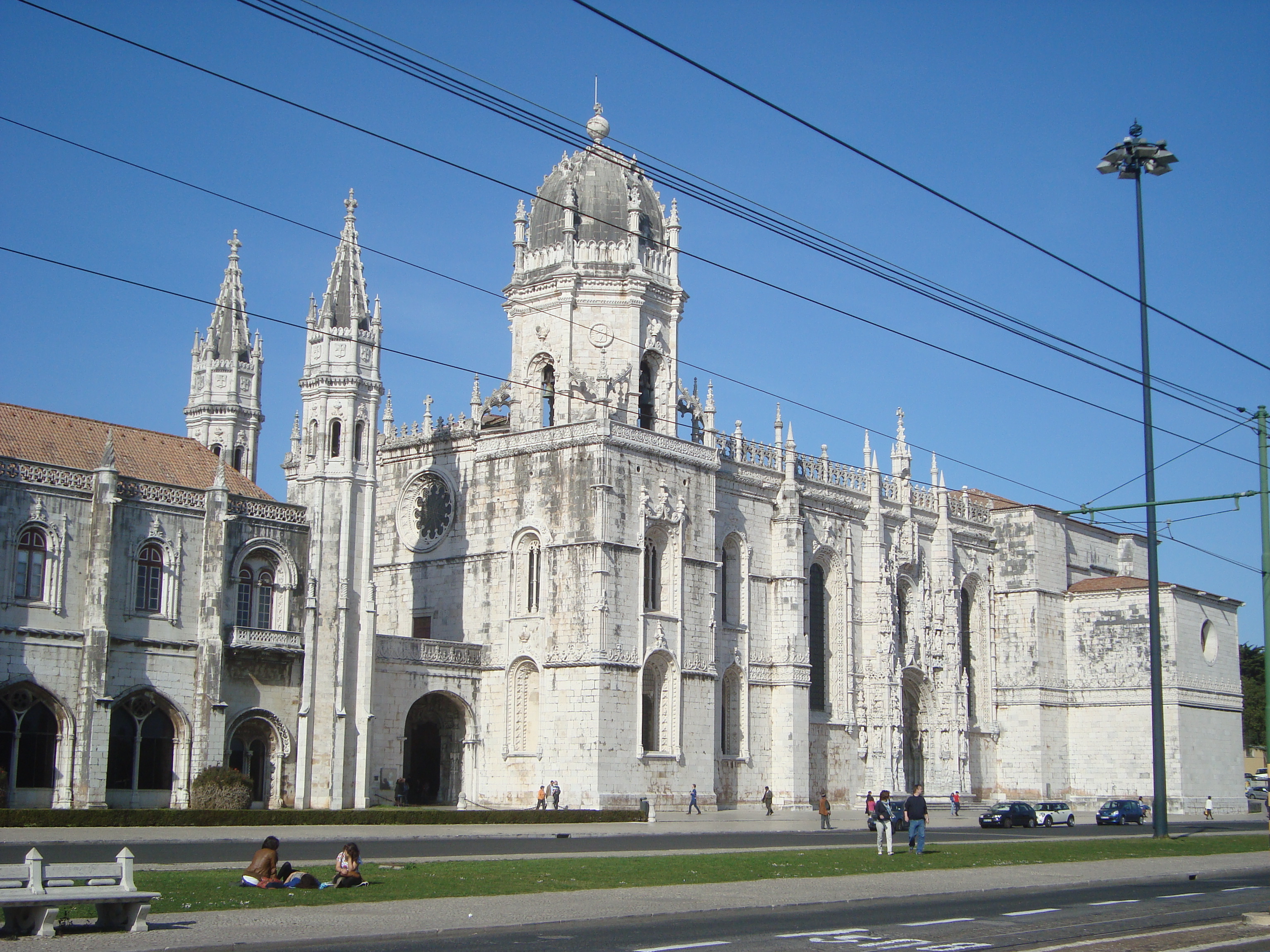
klášter jeronymitů
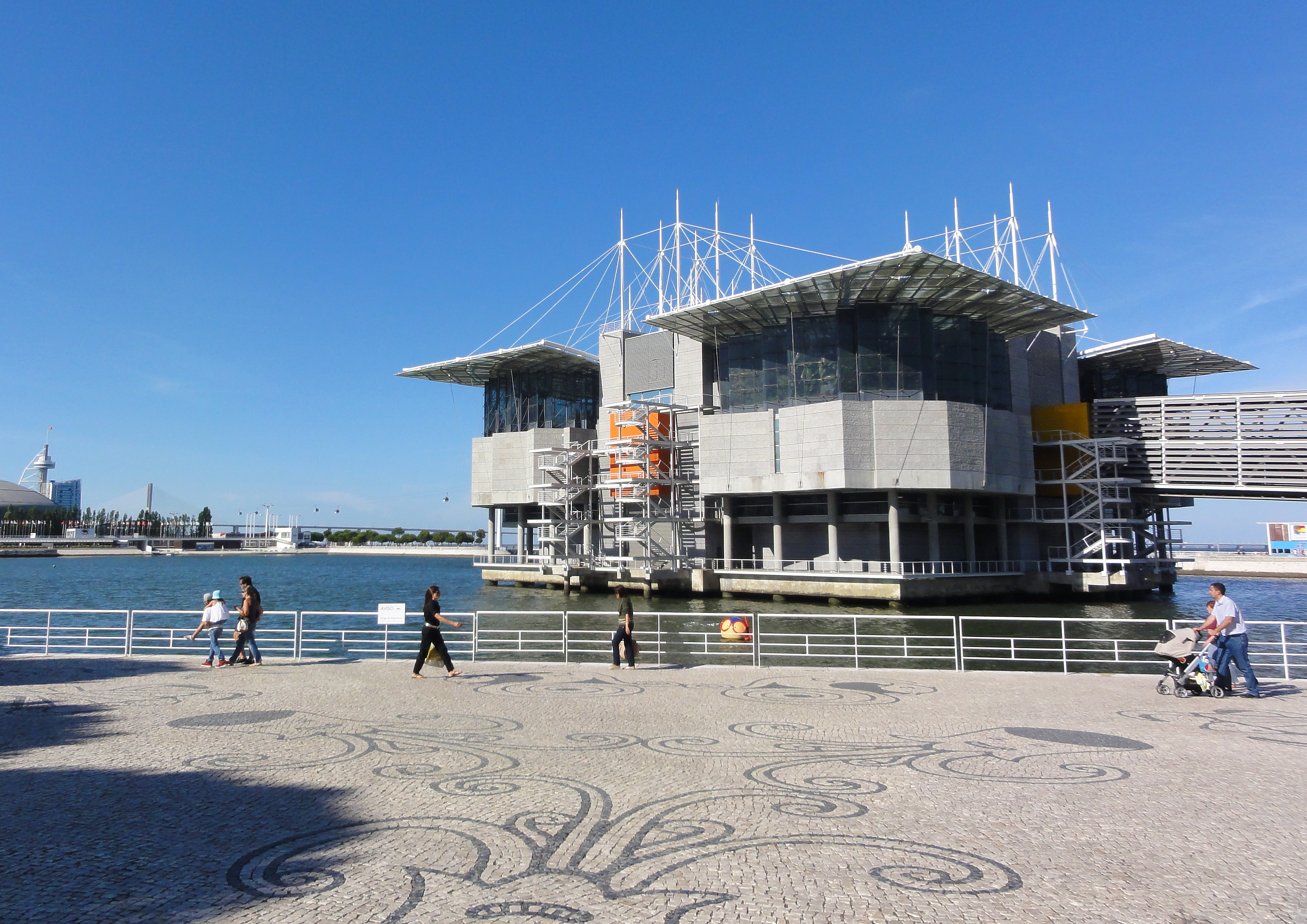
Oceanárium

## Osobnosti
- Antonín z Padovy (1195–1231), teolog, františkánský mnich
- Jan XXI. (1215–1277), 187. papež od září roku 1276 až do své smrti
- João de Castro (1500–1548), důstojník, mořeplavec a hydrolog
- Isabela Portugalská (1503–1539), manželka císaře Svaté říše římské Karla V. a španělská královna
- Sebastião José de Carvalho e Melo (1699–1782), politik a diplomat
- Leonor de Almeida Portugal, markýza de Alorna (1750–1839), básnířka a malířka, představitelka preromantismu
- Michal I. Portugalský (1802–1866), portugalský (vzdoro)král během portugalské občanské války v letech 1828 až 1834
- Camilo Castelo Branco (1825–1890), spisovatel a překladatel
- Karel I. Portugalský (1863–1908), král Portugalska a Algarve od roku 1889 až do své smrti
- Gago Coutinho (1869–1959), námořník, pilot a historik
- Óscar Carmona (1869–1951), generál a politik, prezident Portugalska v letech 1926–1951
- Fernando Pessoa (1888–1935), spisovatel a básník
- Manuel II. Portugalský (1889–1932), poslední král Portugalska a Algarve v letech 1908–1910
- Mário de Sá-Carneiro (1890–1916), spisovatel a básník
- Mário Soares (1924–2017), politik, premiér Portugalska v letech 1976–1978 a 1983–1985 a prezident Portugalska v letech 1986–1996
- Jorge Sampaio (1939–2021), politik, právník, starosta Lisabonu, prezident Portugalska v letech 1996–2006
- António Guterres (* 1949), generální tajemník Organizace spojených národů
- José Manuel Barroso (* 1956), politik, premiér Portugalska v letech 2002–2004 a 11. předseda Evropské komise v letech 2004–2014
- António Costa (* 1961), politik, právník, starosta Lisabonu, premiér Portugalska od roku 2015
- Patrícia Mamonaová (* 1988), atletka, mistryně Evropy v trojskoku z roku 2016, stříbrná medailistka z LOH 2020
- Bernardo Silva (* 1994), profesionální fotbalista a reprezentant

## Partnerská města
- Alžír, Alžírsko (1988)
- Asunción, Paraguay (2014)
- Athény, Řecko
- Água Grande, Svatý Tomáš a Princův ostrov (1993)
- Betlém, Stát Palestina (1995)
- Bissau, Guinea-Bissau (1985)
- Brasília, Brazílie
- Budapešť, Maďarsko (1992)
- Buenos Aires, Argentina (1992)
- Cacheu, Guinea-Bissau (1988)
- Curitiba, Brazílie (2005)
- Čching-tao, Čína (2010)
- Chaj-men, Čína (2011)
- Kyjev, Ukrajina (2000)
- Luanda, Angola (1988)
- Macao, Čína (1982)
- Madrid, Španělsko (1979)
- Maputo, Mosambik (1982)
- Miami, Spojené státy americké (1987)
- Montevideo, Uruguay (1993)
- Moskva, Rusko (1997)
- Panadží, Indie (1989)
- Paříž, Francie (1998)
- Peking, Čína (2010)
- Praha, Česko
- Praia, Kapverdy (1983)
- Rabat, Maroko (1988)
- Rio de Janeiro, Brazílie (1980)
- San Salvador, Salvador (1995)
- São Tomé, Svatý Tomáš a Princův ostrov (1985)
- Sofie, Bulharsko (2001)
- Toronto, Kanada (1987)
- Tunis, Tunisko (1993)
- Záhřeb, Chorvatsko (1977)